# Toru Goto
Toru Goto, född 26 juni 1934, är en japansk före detta simmare.
Goto blev olympisk silvermedaljör på 4 x 200 meter frisim vid sommarspelen 1952 i Helsingfors.